# Humanistischer Verband Österreich
Der Humanistische Verband Österreich (HVÖ) ist eine österreichische säkular-laizistische Freidenkerorganisation mit Sitz in Wien. Aus dem 1887 gegründeten Verein der Konfessionslosen entstand 1948 der heutige Verein. Nach zahlreichen Umbenennungen und Umstrukturierungen nannte sich der Verein seit 1978 Freidenkerbund Österreich und seit Juni 2018 Humanistischer Verband Österreich.

## Schwerpunkte, Ziele und Tätigkeiten
Der Humanistische Verband Österreich (HVÖ) besteht zum Großteil aus Atheisten und Agnostikern und bekennt sich zu Aufklärung, Humanismus und den Menschenrechten. Der Verband übt Religionskritik und lehnt religiöse, magische oder esoterische Welterklärungsmodelle ab. Die Schwerpunkte, Ziele und Tätigkeiten des Verbandes liegen in der Vertretung säkular-humanistischer Interessen, in der Trennung von Staat und Religion, in der Abschaffung der - von ihm so gesehenen -  Privilegien der Religionsgemeinschaften und in der Förderung eines in ihrer Sicht rationalen Weltbildes – nicht zuletzt durch die Einführung von verpflichtendem Ethikunterricht an allen Schulformen und Schulstufen mit der Initiative ethics4all.at. Der Verband bietet – nach deutschem und angelsächsischem Vorbild – humanistische Riten bei Lebensfeiern an und organisiert Veranstaltungen zu humanistischen Themen; u. a. zu einem selbstbestimmten Lebensende (Sterbehilfe), zur Frauenemanzipation und Gleichberechtigung und zu LGBTQ-Angelegenheiten. Der HVÖ bietet in Zukunft auch Kurse an, um sich als humanistischer Trauerredner ausbilden zu lassen. Am 30. November 2019 fand an der Universität Wien der vom HVÖ veranstaltete Erste Humanistenkongress Österreichs unter dem Thema Ethik ohne Gott mit internationaler Beteiligung von Referenten aus dem In- und Ausland statt, der u. a. auch die neuen Schwerpunkte und Ziele des Verbandes vorstellte.

## Geschichte

### Vorläufer
1887 wurde in Wien ein „Verein der Konfessionslosen“ gegründet. Dieser dehnte sich unter mehrfacher Umbenennung auf weitere Gebiete Deutschösterreichs aus und stand Liberalen und Sozialdemokraten nahe. Die Nachfolgeorganisation in der Ersten Republik nannte sich „Österreichischer Freidenkerbund“ und hatte rund 65.000 Mitglieder, die überwiegend mit der SPÖ und z. T. mit der KPÖ sympathisierten - 1930 kam es zu einer KPÖ-nahen Abspaltung. Unter dem klerikal geprägten Austrofaschismus wurde der Freidenkerbund im Juni 1933 als erste sozialdemokratische Kulturorganisation per Notverordnung verboten. 

### Von der Neugründung bis zur Gegenwart
1948 erfolgte eine Neugründung, der allerdings vom SPÖ-Innenminister Oskar Helmer eine Anerkennung als Rechtsnachfolger der Vorkriegsorganisation verweigert wurde, was dazu führte, dass der Verein sein beschlagnahmtes Vereinsvermögen nicht zurückerhielt. Die Distanzierung der SPÖ vom Freidenkerbund resultierte aus deren Rücksichtnahme auf den kirchennahen Koalitionspartner ÖVP. 
"Am 12. Dezember 1970 beschloss eine außerordentliche Bundeshauptversammlung die Auflösung des 'Freidenkerbundes Österreichs' und seine Überführung in das 'Institut für Geistesfreiheit und wissenschaftliche Weltanschauung'." 1978 erfolgte unter der Leitung von Richard Klucsarits eine erneute Gründung des Freidenkerbundes (FDBÖ) als parteipolitisch unabhängige Organisation mit dem Beinamen „Institut für wissenschaftliche Weltanschauung“. Klucsarits war Archivar der SPÖ, leitete den Verband bis 1985 und spionierte für die Ostblock-Geheimdienste Sbor národní bezpečnosti (Tschechoslowakei) und Államvédelmi Hatóság (Ungarn). 2007 spaltete sich die oberösterreichische Landesgruppe vom FDBÖ ab und ist seitdem unter dem Namen „Allianz für Humanismus und Atheismus“ selbständig, 2024 gliederte sich die Allianz für Humanismus und Atheismus wieder in den Humanistischem Verband Österreich ein und wurde zum Landesverband Oberösterreich.
Der Freidenkerverband führt eher ein Schattendasein. Der Grund dafür ist laut Joachim Riedl, dass in der zunehmend säkularisierten österreichischen Gesellschaft organisierte Religionsgegner als Sektierer empfunden würden, denen Glaubensskeptiker ähnlich gleichgültig wie den Kirchen gegenüberstehen. Zum Beispiel konnte der FDBÖ gegen den Papstbesuch in Österreich 2007 nur knapp 150 Teilnehmer zu einer Demonstration mobilisieren. Präsident des Freidenkerbundes war ab 2012 Gerhard Engelmayer. Seit März 2022 leitet Andreas Gradert als Präsident den Verband, Vizepräsident ist Balázs Bárány.

## Vereinsmedien
Das Bundesorgan hieß seit 1978 Der Freidenker – Geist und Gesellschaft, nannte sich dann vorübergehend freidenkerIn und erschien dann quartalsmäßig unter dem Titel freidenker. 2020/21 erschien der freidenker als Leistungsbericht des HVÖ nur mehr jährlich. 2022 wurde auf monatliche Erscheinung umgestellt und Inhalte werden vermehrt beim deutschen Humanistischen Pressedienst veröffentlicht.

## Mitgliedschaften
- European Humanist Professionals (EHP)
- Evolutionsweg
- giordano bruno stiftung Österreich
- Global Skeptics in the Pub
- Human Rights Watch
- HUMAN VISION
- Humanistischer Pressedienst
- Humanists International (HI)
- INITIATIVE2030
- International Association of Free Thought (AILP)
- Klagsverband
- Menschenrechtsallianz
- Österreichische Gesellschaft für ein humanes Lebensende (ÖGHL)
- Plattform Betroffener kirchlicher Gewalt
- Plattform Menschenrechte Salzburg
- this human world
- Verein zur Förderung des digitalen Humanismus
- Zentralrat der Konfessionsfreien (Deutschland)
- Zentralrat der Konfessionsfreien (Österreich)